# Eriodictyon californicum
Eriodictyon californicum är en strävbladig växtart som först beskrevs av William Jackson Hooker och Arn., och fick sitt nu gällande namn av Edward Lee Greene. Eriodictyon californicum ingår i släktet Eriodictyon och familjen strävbladiga växter. Inga underarter finns listade i Catalogue of Life.

## Bildgalleri

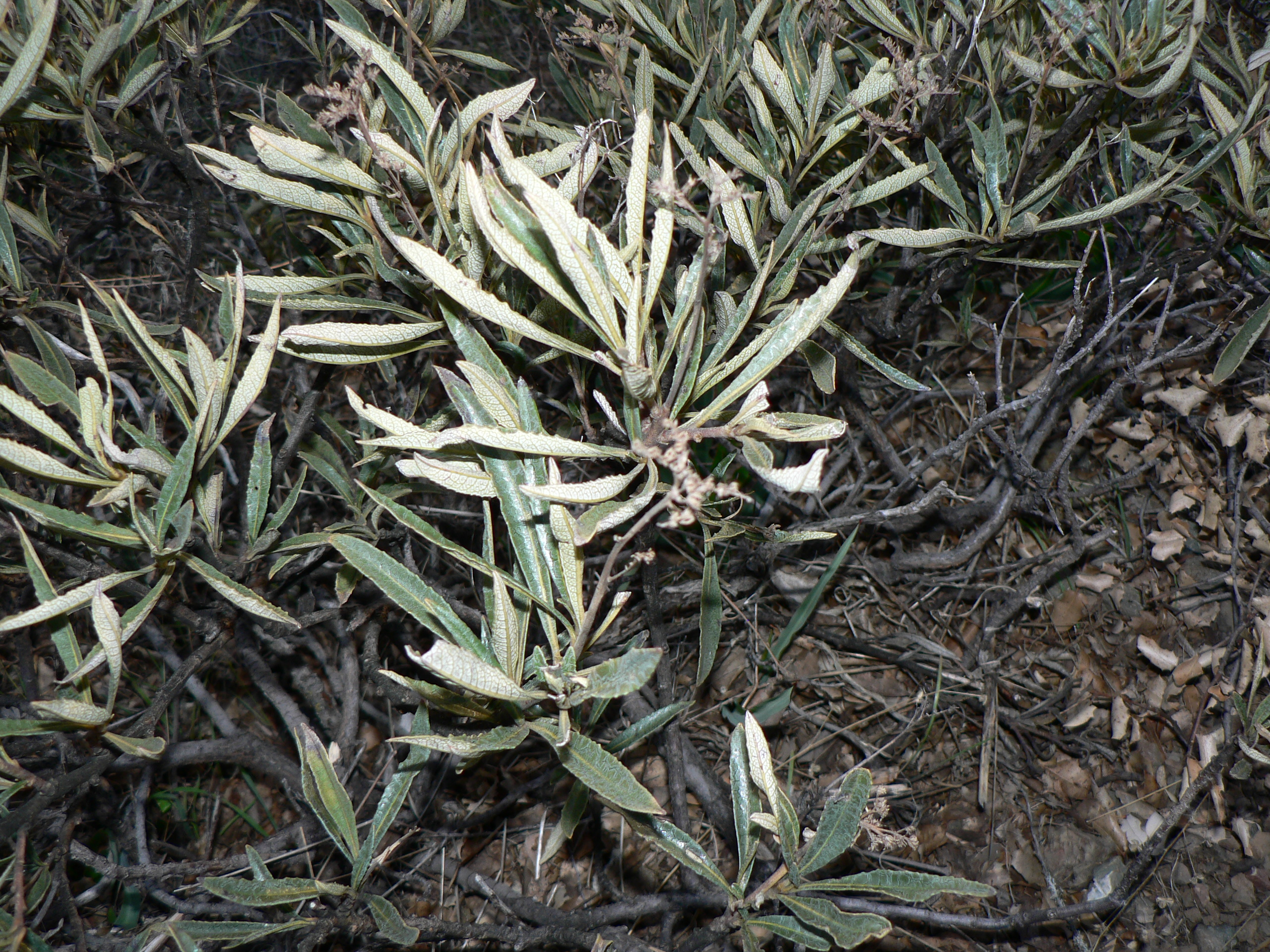